# Jean-Baptiste Boursier
Pour les articles homonymes, voir Boursier.
Jean-Baptiste Boursier, né le 11 novembre 1982 à Talence, près de Bordeaux, est un journaliste français qui a commencé à exercer à la radio. Il est ensuite devenu présentateur et animateur de télévision.
Depuis 2023, il présente la matinale sur LCI et depuis octobre 2024, il est joker à la présentation du journal de 20 heures de TF1 en semaine.

## Biographie

### Études et débuts de carrière
Après une année de droit, Jean-Baptiste Boursier étudie l'anglais à Angers, avant d'entrer au Studio école de France, à Issy-les-Moulineaux .
Pendant ses études à Angers, il fait ses premières armes radiophoniques à Radio G !, radio locale associative, où il anime une émission musicale électronique intitulée Port du casque obligatoire.
Après ses études à Issy-les-Moulineaux, il exerce d'abord en radio à Chérie FM, puis sur le réseau France Bleu. 
En 2006, il est recruté par TV Tours pour présenter l'émission Tout sur un plateau à 18 h.

### 2009-2011: I-Télé
En janvier 2009[réf. souhaitée], il rejoint la chaîne d'information en continu I-Télé. Pendant une saison et demie, il anime les tranches du samedi et dimanche soir. En septembre 2010, il reprend la présentation de Info Matin Week-end, succédant à Julian Bugier. En mars 2011, à la suite du départ de Thierry Dugeon, il reprend la présentation de la tranche 22 h - 0 h du lundi au vendredi.

### 2011-2018: BFM TV
En septembre 2011, il rejoint BFM TV, la chaîne concurrente d'I-Télé, où il présente les journaux télévisés du soir.
À la rentrée 2012, il s'installe aux commandes d'une nouvelle émission de débats et de décryptage de 23 h à minuit, Le soir BFM. À partir du 4 mars 2013, l'émission gagne une demi-heure et dure donc de 22 h 30 à minuit.
De juin à juillet 2014, il anime en direct depuis Rio de Janeiro le 20h do Brasil sur BFM TV pendant la période de la Coupe du monde de football.
À la rentrée 2014, il ne présente plus Le soir BFM mais Grand Angle du lundi au jeudi de 22 h à minuit, soit trente minutes de plus que la saison précédente. Chaque soir dans cette émission un reportage long format de cinq à dix minutes est diffusé pour approfondir l'un des grands titres de l'actualité du jour.
De juin à juillet 2016, il anime BFM Foot tous les soirs pendant la période de l'Euro 2016 en France.
En avril 2018, Jean-Baptiste Boursier annonce son départ de BFM TV en juillet.
De juin à juillet 2018, il anime BFM Foot tous les soirs dès 21 h 50 pendant la période de la Coupe du monde de football.

### 2018: RMC Story
À partir du 6 octobre 2018, il anime également chaque samedi à 20 h 55 une nouvelle émission Talk-show sur RMC Story. La première émission diffusée réalise une faible audience (57 000 téléspectateurs). La seconde émission, diffusée le 13 octobre, chute à 31 000 téléspectateurs. À partir du 19 octobre 2018, l'émission change alors de case et est désormais diffusé le vendredi en deuxième partie de soirée. En raison de faibles audiences, l'émission s'arrête après seulement une dizaine de numéros, le dernier ayant eu lieu le 14 décembre 2018.

### 2019: France 3
En janvier 2019, il rejoint France Télévisions pour présenter Dimanche en France sur France 3, émission dominicale de deux heures qui est une version remaniée de Midi en France, dont la diffusion en semaine est arrêtée,. Sa nouvelle émission est finalement arrêtée en juin 2019.

### 2018-2023: RMC Sport 1
Depuis la rentrée 2018, il incarne une nouvelle émission de décryptages sportifs, les soirs de Ligue des Champions sur RMC Sport 1 : Champions Zone. L'avant match est diffusé entre 18 h et 19 h puis l'après match entre 23 h et 1 h.

### 2020-2023: retour sur BFM TV
Pendant la période de confinement décidée à cause de la Covid-19, il revient sur BFM TV pour présenter plusieurs journaux d'information.
À la rentrée de septembre 2020, il prend les commandes d'une nouvelle émission intitulée BFMTVSD diffusée le vendredi de 19h à 20h30 et les samedi et dimanche de 18 h à 20 h. Il remplace également Apolline de Malherbe à la présentation de BFM Politique tous les dimanches de 12h à 13h,,.
Depuis le 28 août 2021, il présente une nouvelle émission À l'épreuve des faits diffusée le samedi de 13 h à 14 h. Accompagné de Céline Pitelet, ils scrutent les informations de la semaine et font une vérification des faits de la semaine.

### Depuis 2023: TF1/LCI
On apprend via un communiqué, qu'il quitte BFM TV et qu'il rejoint LCI à la rentrée, pour animer la matinale en semaine, en remplacement de Stefan Etcheverry. Selon Fabien Namias, le directeur général adjoint de la chaine, son arrivée coïncide avec le nouveau format de la matinale en accordant "une place accrue à l'expertise pour marquer notre différence et notre positionnement". TF1 annonce le 2 octobre 2024 la nomination du journaliste pour prendre la succession de Julien Arnaud en tant que joker de Gilles Bouleau lors des journaux de 20 heures en semaine. Son premier jour a lieu le 21 octobre 2024.

### Autres activités
En 2014, il apparaît dans son propre rôle dans le film Fastlife de Thomas N'Gijol.
En 2017, le journaliste crée sa maison de production Huit Deux avec le réalisateur Alexandre Perez, cette dernière est liquidée en 2019.

## Parcours à la radio
- animateur sur Radio G ! durant ses études à Angers
- débuts comme professionnel en tant que collaborateur de Chérie FM puis de France Bleu
- 2012 : participations régulières à l'émission Les Affranchis sur France Inter[25]